# Peso cubanez
Peso cubanez, în spaniolă: Peso cubano, este unitatea monetară a Cubei. O altă denumire utilizată des este moneda nacional (moneda națională) cu prescurtarea MN. Această monedă este destinată în primul rând cubanezilor, turiștii însă pot și ei folosi moneda. Pesoul cubanez este folosit pentru plătirea produselor subvenționate de stat.
În plus există o monedă destinată în special turiștilor, Peso convertible (CUC), care este cuplată cu Dolarul Statelor Unite ale Americii.
Cursul Pesoului cubanez este fixat de către stat la 1 CUC = 24 CUP (la cumpărarea de CUP) respectiv 1 CUC = 25 CUP (la vânzarea de CUP) (aprilie 2007).
Un peso cubanez este divizat în 100 de centavo